# Kapelle St. Josef (Planken)

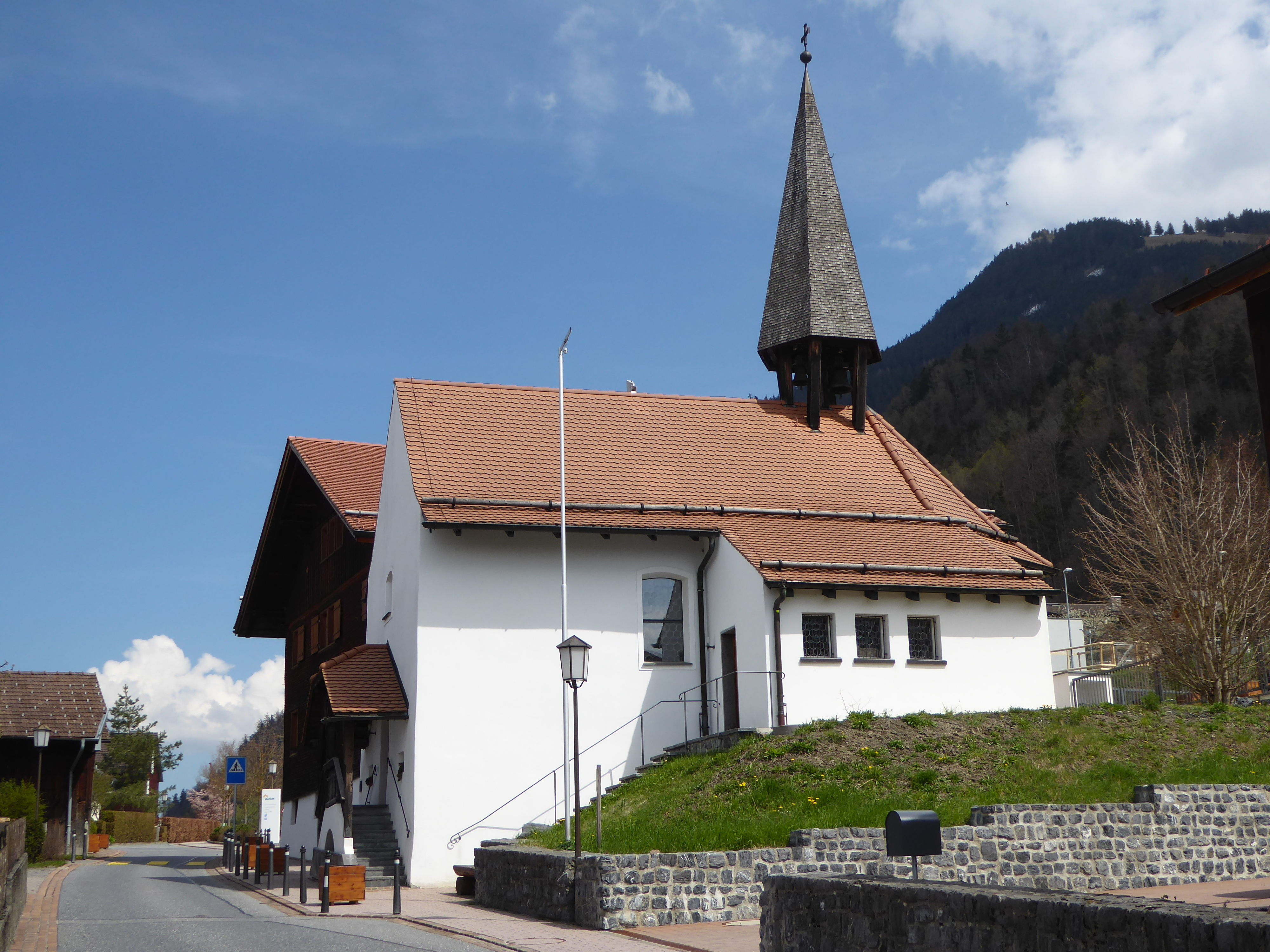
Kapelle St. Josef

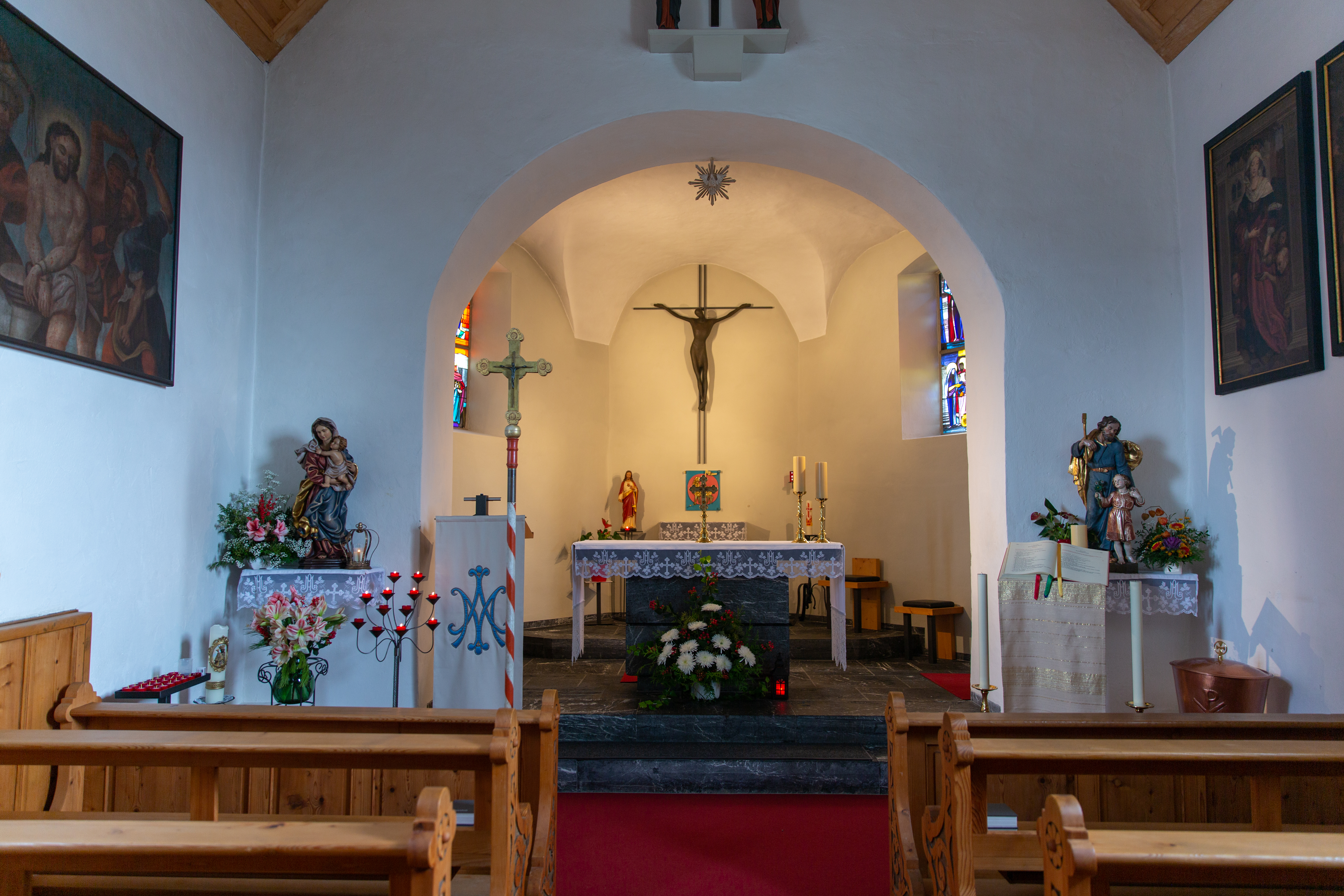
Innenraum der Kapelle

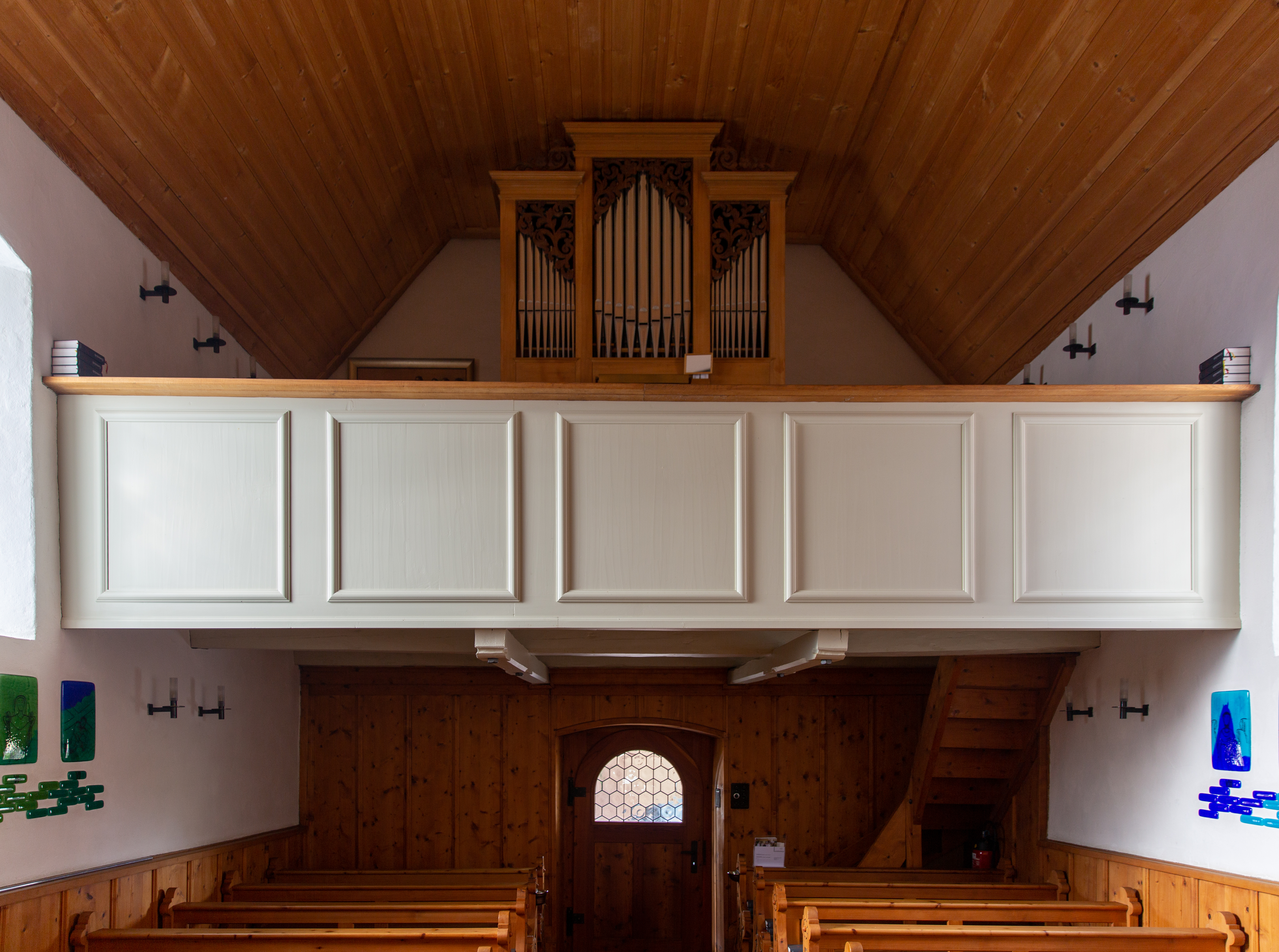
Empore mit Mathis-Orgel

Die Kapelle St.  Josef  ist ein römisch-katholisches Kirchengebäude in der Gemeinde Planken im Fürstentum Liechtenstein. Der Ort gehört kirchlich gesehen zur Pfarrei Schaan, besitzt mit der Kapelle St. Josef aber ein eigenes Gotteshaus. 

## Geschichte
Die einschiffige Kapelle mit apsidialem Chorabschluss wurde im Jahr 1768 errichtet. Im Jahr 1861 wurde ein Turm über der Westfront ergänzt. Fürst Franz I. stiftete im Jahr 1929 der Kirche drei neubarocke Altäre mit Kopien Alter Meister. Bei Umbauarbeiten nach Plänen des Architekten Felix Schmid aus Rapperswil erhielt die Kapelle im Jahr 1955 ihr heutiges Aussehen. Im Zuge dieser Arbeiten wurde u. a. der Haupteingang überdacht und im Süden eine Sakristei angebaut. Ausserdem wurde der westliche Turm durch einen sechseckigen hölzernen schindelgedeckten Dachreiter über dem Chorraum ersetzt.
Im Dachreiter hängen zwei Glocken. 
- Die grössere stammt aus dem Jahr 1864 und wurde von der Glockengießerei Grassmayr (Feldkirch) gegossen. Sie wiegt ca. 180 kg bei einem Durchmesser von 60,5 cm und klingt mit dem Schlagton es′.
- Die kleinere stammt aus einem Guss des Feldkircher Giessers Christian Felix aus dem Jahr 1778. Sie wiegt ca. 70 kg bei einem Durchmesser von 43 cm und klingt mit dem Schlagton b′.

Das Gebäude wurde im Jahr 2007 innen und aussen renoviert.

## Ausstattung
In der Kapelle findet sich eine Kreuzigungsgruppe mit Kruzifix, die in der zweiten Hälfte des 15. Jahrhunderts gefertigt wurde. Aus dieser Zeit stammen auch die beiden hölzernen Skulpturen von Maria und Josef (1480/1500). Das moderne Bronzekruzifix ist eine Arbeit des Liechtensteiner Künstlers Georg Malin. Der Tabernakel wurde von Meinrad Burch aus Zürich gefertigt; die Glasmalereien stammen von Edy Renggli aus Luzern. 

## Orgel
Auf der Empore über dem Eingang befindet sich die Orgel. Das Schleifladen-Instrument mit sieben Registern auf einem Manual und Pedal stammt aus der Werkstatt der Firma Mathis Orgelbau und wurde im Jahr 1984 erbaut. Die Spiel- und Registertrakturen sind mechanisch. Die Disposition der Orgel lautet wie folgt:
| I Manual C–f3 |       |
| Gedackt       | 8′    |
| Gemshorn      | 8′    |
| Prinzipal     | 4′    |
| Rohrflöte     | 4′    |
| Oktave        | 2′    |
| Mixtur III    | 1 ⁄3′ |

| Pedal C–d1 |     |
| Subbass    | 16′ |

- Koppeln: Pedalkoppel